# Beitstadfjorden
Beitstadfjorden er den inderste fjordarm af Trondheimsfjorden i kommunerne Steinkjer, Inderøy, Verran og Mosvik.

Fjorden har en længde på 28 km fra sydvest til nordøst, og en bredde på 6-8 km. 
Fjorden har indløb via Skarnsundet i syd og strækker sig nordøstover til centrum af Steinkjer. Helt i vest går fjordarmen Verrasundet sydover til Verrabotn, mens armen Beitstadsundet strækker sig nordover til Hjellbotn og Vellamelen i nord.
I Inderøy ligger kommunecenteret Kjerknesvågen på sydsiden af fjorden. En andet sted i Inderøy er Breivika. I Verran ligger Follafoss på nordsiden af fjorden. 

## Trafik
Flere veje går langs fjorden: 
- I syd: Fv191 i Mosvik og Fv231, Fv229 og Fv235 i Inderøy. Der ud over går Riksvej 761 langs en lille del af sydsiden i Steinkjer kommune.
- I øst: Europavej E6 går på østsiden gennem Steinkjer.
- I nord: Fv285 og Fv289 i Steinkjer kommune.
- I nordvest: Riksvej 720 på nordsiden i Verran.